# Баталов, Владимир Петрович
Влади́мир Петро́вич Бата́лов (сценический псевдоним — Ата́лов, 6 [19] сентября 1902, Костенево, Ярославская губерния — 14 марта 1964, Москва) — советский актёр, режиссёр театра и кино. Заслуженный артист РСФСР (1948). Отец Алексея Баталова.

## Биография
Родился в деревне Костенево Ярославской губернии Российской империи (ныне — Мышкинский район Ярославской области России) на родине своих родителей. Сын крестьян-переселенцев, незадолго до этого переехавших в Москву. Мать, Александра Ивановна, была домохозяйкой, отец, Пётр Владимирович, с 1910 года являлся совладельцем московского ресторана, в 1920-е годы работал директором столовой. Старший брат, актёр, Николай Баталов, с которым они с детства ставили маленькие спектакли.
В 1919 году поступил во Вторую студию МХТ вслед за своим братом, и в 1925 году окончил её. С 1924 года начал работать во МХАТе актёром, прослужил в театре до 1963 года. Исполнял второстепенные роли.
В качестве помощника режиссёра Константина Станиславского работал над возобновлением спектаклей по пьесам «Царь Фёдор Иоаннович», «На дне», «На всякого мудреца довольно простоты», «Горе от ума», а также участвовал в создании постановок «Горячего сердце» и «Бронепоезда 14-69».
В 1923—1924 годах также работал режиссёром Государственного Большого театра оперы и балета, в 1929—1932 — режиссёром радиотеатра, в 1933—1936 годах — режиссёром Московского театра имени Ленинского Комсомола.
В 1938—1941 годах являлся режиссёром-педагогом киностудии «Мосфильм», в разные годы преподавал в ГИТИСе. Во время Великой Отечественной войны возглавлял фронтовые бригады.
Снимался в кино, в 1940 году поставил фильм «Бабы».
В 1950-е годы руководил Народным театром при ЗИЛе, преподавал в студии этого завода.
Скончался 14 марта 1964 года в Москве, похоронен на Ваганьковском кладбище (25 уч.).

## Семья
- Отец — Пётр Владимирович Баталов (1875—1941).
- Мать — Александра Ивановна Баталова (1879—1963).
- Брат — Николай Петрович Баталов (1899—1937), актёр театра и кино. Заслуженный артист РСФСР (1933).
  - Невестка — Ольга Николаевна Андровская (1898—1975), актриса театра и кино, народная артистка СССР (1948).
  - Племянница — Светлана Николаевна Баталова (1923—2011), актриса театра.
- Сестра — Зинаида Петровна Баталова (1912—1978) — актриса МХАТ с 1935 по 1964 гг.
- Сестра — Мария Петровна Баталова (Щербинина) (1914—2004) — актриса, помреж МХАТ, заслуженная артистка РСФСР (1969).
- Жена — Нина Антоновна Ольшевская (1908—1991), актриса театра и кино.
  - Сын — Алексей Владимирович Баталов (1928—2017), актёр театра и кино, кинорежиссёр. Народный артист СССР (1976).

## Творчество

### Театральные постановки
- «Царь Фёдор Иоанович» А. К. Толстого. Режиссёр Константин Станиславский — выборный, доносчик Федюк Старков, князь Дмитрий Шуйский
- 1926 — «Горячее сердце» А. Н. Островского. Режиссёры Константин Станиславский, Михаил Тарханов, Илья Судаков — полицейский Жигунов, Сидоренко
- 1926 — «Дни Трубиных» М. А. Булгакова. Режиссёр Илья Судаков — Ураган, телефонист, сапожник
- 1933 — «Мёртвые души» Н. В. Гоголя Режиссёр Владимир Немирович-Данченко — Петрушка, Селифан, Сысой Пафнутьевич

### Фильмография

#### Актёрские работы
- 1928 — Дом на Трубной — Семён Бывалов, шофёр
- 1936 — Груня Корнакова — фабрикант Лузнецов
- 1939 — Ночь в сентябре — Андрей Семёнович Поплавский, начальник шахты
- 1940 — Бабы — Терентий Казанок
- 1948 — Третий удар — Аржанов
- 1952 — На дне — сапожник Алёшка

#### Режиссёрские работы
- 1940 — Бабы

## Награды
- Орден «Знак Почёта» (26 октября 1948 года) — за выдающиеся заслуги в развитии советского театрального искусства и в связи с пятидесятилетием со дня основания Московского орденов Ленина и Трудового Красного Знамени Художественного Академического театра СССР имени М. Горького[6].
- Заслуженный артист РСФСР (26 октября 1948 года) — за выдающиеся заслуги в развитии советского театрального искусства и в связи с пятидесятилетием со дня основания Московского орденов Ленина и Трудового Красного Знамени Художественного Академического театра СССР имени М. Горького[7].